# Ophiopteron
Genre
Ophiopteron est un genre d'ophiures (animaux marins ressemblant à des étoiles de mer souples), de la famille des Ophiotrichidae.

## Liste des espèces
Selon World Register of Marine Species (25 mars 2015) :
- Ophiopteron alatum A.H. Clark, 1917 -- Mer de Chine
- Ophiopteron atlanticum Koehler, 1914 -- Afrique de l'ouest
- Ophiopteron elegans Ludwig, 1888 -- Indo-Pacifique
- Ophiopteron sibogae Koehler, 1905
- Ophiopteron vitiense Koehler, 1927 -- Pacifique ouest

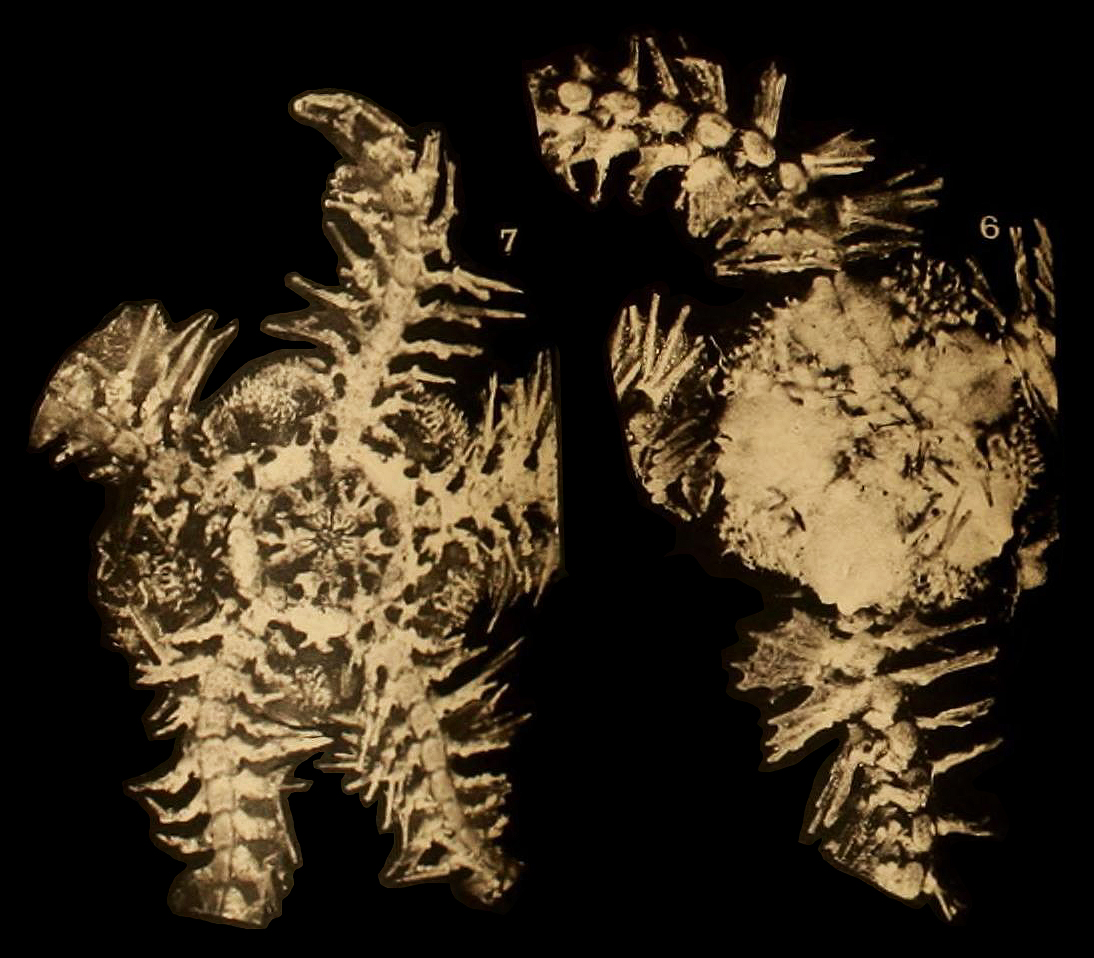
Ophiopteron atlanticum